# Yao (Osaka)
Yao (八尾市 Yao-shi?) es una ciudad localizada en la prefectura de Osaka, Japón. En julio de 2019 tenía una población estimada de 266.296 habitantes y una densidad de población de 6.383 personas por km². Su área total es de 41,72 km².

## Historia
La ciudad fue fundada el 1 de abril de 1948 cuando los pueblos Yao (八尾町) y Longhua (龍華町) junto con las villas Kyuhoji (久宝寺村) y Taishoen (大正村) se fusionaron, en aquel entonces el área fue de 18,9 km²,no fue sino hasta 1955 que obtuvo casi la actual extensión (37,46 km²) con la anexión del pueblo Minamitakayasu (南高安町) y la villa (高安村), en 1957 se le sumaron 4 km² con al adhesión del pueblo Shikichō (志紀町) y en 1964 le añaden el restante con la junta de algunos terrenos de la ciudad Matsubara (松原市). En 2001 se niveló a ciudad especial.

## Geografía

### Localidades circundantes
- Prefectura de Osaka
  - Osaka
  - Higashiōsaka
  - Kashiwara
  - Fujiidera
  - Matsubara
- Prefectura de Nara
  - Heguri
  - Sangō

## Demografía
Según datos del censo japonés, la población de Yao ha disminuido en los últimos años.
| Año del censo | Población |
| ------------- | --------- |
| 1995          | 276.664   |
| 2000          | 274.777   |
| 2005          | 273.487   |
| 2010          | 271.460   |
| 2015          | 268.800   |

## Clima
El clima es cálido por las condiciones topográficas, los días de lluvia 1340.5mm (2010) son relativamente pocos. La temperatura media anual es de unos 17C, en la zona céntrica casi no cae nieve en la mayor parte del año y las mayores se registraron en marzo de 1965. En 2012 se registró 36,8C de temperatura máxima y -4,5C de temperatura mínima.